# 台灣金聯
台灣金聯是中華民國一家資產管理公司，2001年由財政部與中華民國銀行商業同業公會全國聯合會主導下成立，業務是協助台灣各家金融機構處置不良債權。由於公營銀行對台灣金聯持股較多，台灣金聯也被視為泛公股的一員。

## 組織

### 歷任董事長
- 林振國（2001年5月15日—2004年6月8日）
- 王榮周（2004年6月8日—2007年6月12日）
- 洪三雄（2007年6月12日—2008年7月31日）
- 陳松柱（2008年7月31日—2010年3月10日）[3]
- 沈臨龍（2010年6月8日—2012年7月16日）[4]
- 黃定方（2013年1月1日—2016年6月13日）[5]
- 陳永誠（2016年6月13日—2016年12月8日）
- 鄭明華（合作金庫銀行代表；2017年6月7日—2018年12月12日）[6][7]
- 林美珠（2018年12月12日—2018年12月13日）[8][9]
- 施俊吉（2020年5月20日—2024年11月6日）[10][11]
- 呂政璋（2024年11月6日—2024年11月8日）[12][13]
- 宮文萍（2025年2月24日—現任）

### 歷任總經理
- 廖錫勳（—2010年2月1日）
- 趙榮芳（2010年2月1日—）[14]
- 林盛茂（—2017年8月28日）
- 郭文進（2018年8月31日—）

## 外部連結
- 官方网站